# Gartensalat
Der Gartensalat oder Gartenlattich (Lactuca sativa), auch kurz Lattich und Salat genannt, ist eine Pflanzenart aus der Gattung der Lattiche (Lactuca) in der Familie der Korbblütler (Asteraceae). Der Gartensalat wurde durch den Verein zur Erhaltung der Nutzpflanzenvielfalt e. V. (VEN) zum Gemüse des Jahres 2007/2008 in Deutschland gewählt.

## Beschreibung

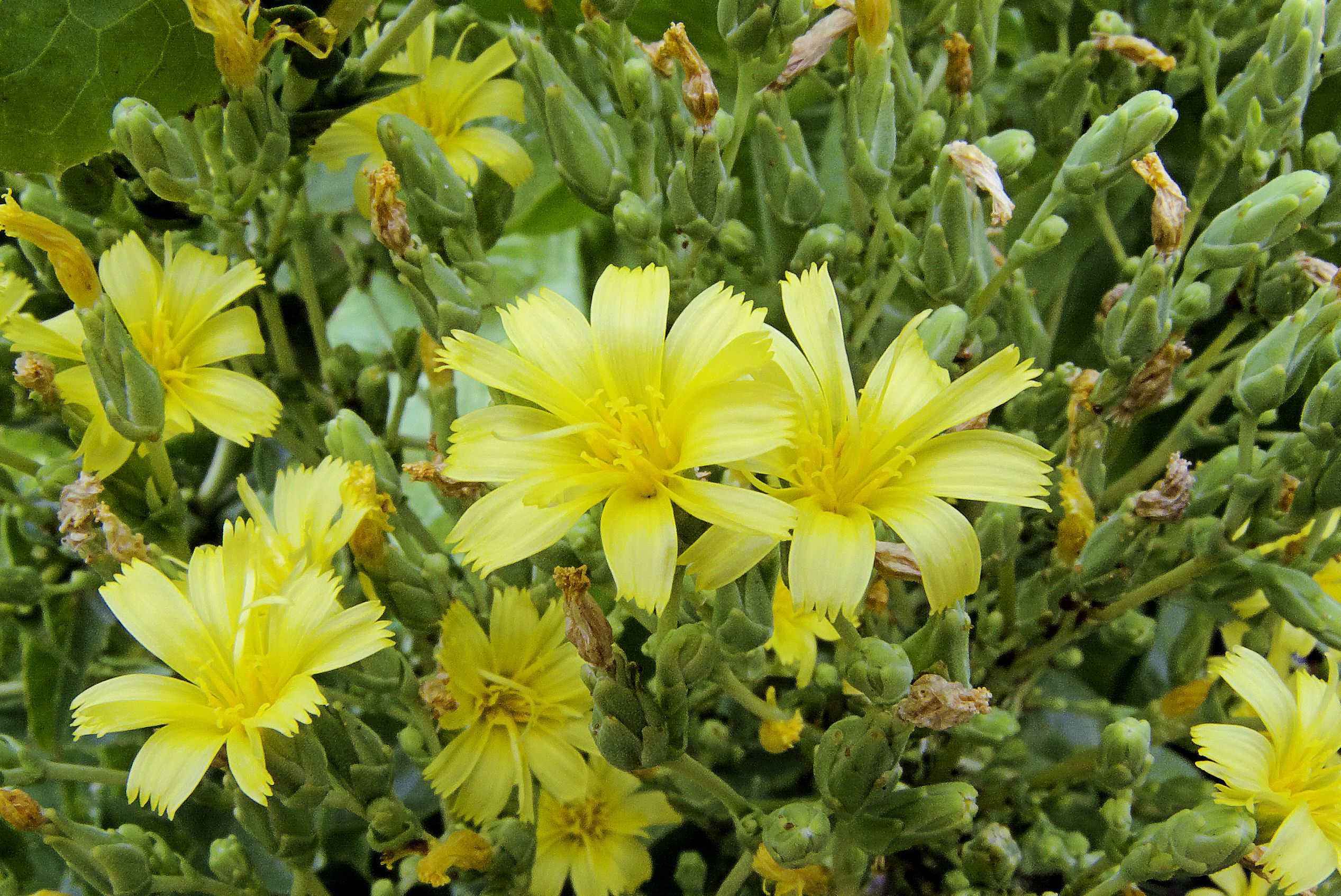
Blütenstand des Gartensalats

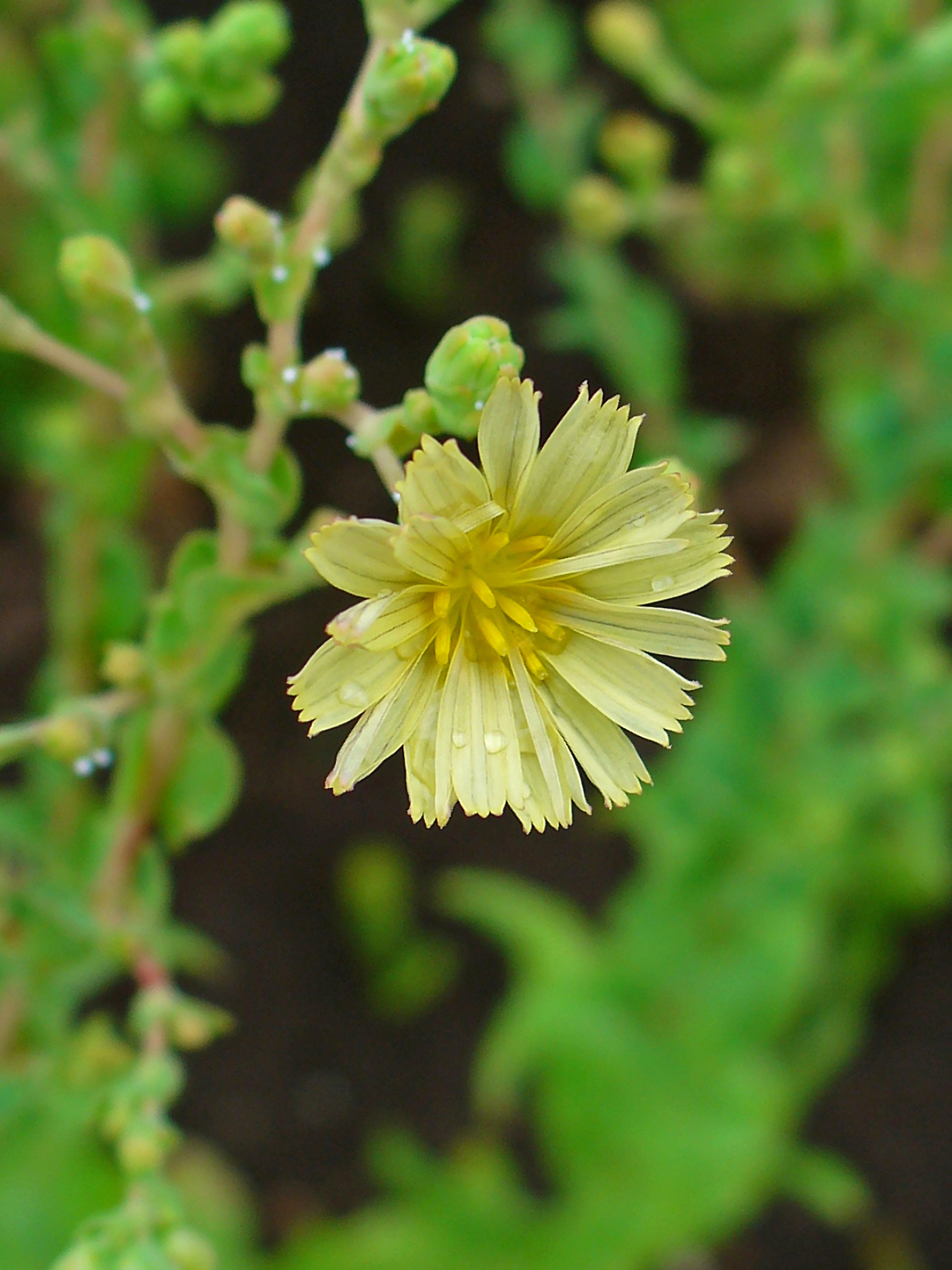
Gartensalat (Lactuca sativa), blühend

### Vegetative Merkmale
Es ist eine ein- bis zweijährige krautige Pflanze, die zunächst nur als Grundblatt-Rosette heranwächst; diese Rosette oder Teile von ihr sind es, die vom Menschen verzehrt werden. Die Grundblätter sind ungeteilt oder schrotsägeförmig, ganzrandig und nicht dornig gezähnt. Im Sommer schosst (= bildet einen Blütenstand) der Gartensalat schließlich in die Höhe und erreicht Wuchshöhen von 30 bis 100 Zentimetern. Der aufrechte Stängel ist im oberen Bereich rispig-verästelt, weißlich, oft rötlich gesprenkelt und kahl. Die Stängelblätter sind herzförmig-stängelumfassend und meist verkehrt-eiförmig.

### Generative Merkmale
In rispigen Blütenständen stehen viele kleine, schmale körbchenförmige Teilblütenstände zusammen. Diese Teilblütenstände haben ungefähr zylindrische Form, die zur Anthese anschwillt, und ihre Hülle besteht aus dachig angeordneten Hüllblättern, die eine Länge von etwa 8 bis über 13 Millimetern aufweisen. In den Blütenkörbchen sind meist sieben bis 15 (selten bis zu 30 oder mehr) Zungenblüten vorhanden. Die überwiegend gelben, manchmal auch etwas violette Farbe enthaltenden Zungenblüten enden in fünf Kronzipfeln, woran man gut erkennen kann, dass die Kronröhre aus fünf Kronblättern gebildet wird.
Die je nach Sorte weißlichen, hellgrauen, braunen oder schwarzen Achänen sind bei einer Länge von 3 bis 4 Millimetern verkehrt-eiförmig, haben eine oder mehrere Rippen und münden in eine oft fadenförmig verlängerte Spitze, an der der Pappus sitzt. Der weiße Pappus besteht aus mehreren Reihen einfacher und gleich langer Haare.
Die Chromosomenzahl beträgt 2n = 18.

## Ökologie
Aus Kulturen sind folgende tierische Schädlinge bekannt: die Blattläuse Agrotis segetum, Agrotis pronuba, Mamestra brassicae, Mamestra persicariae, Cucullia lactucae, Plusia gamma, außerdem Schnecken, Baumwanzen (Erydema), die Engerlinge des Maikäfers, Drahtwürmer, Tausendfüßer, der Salatsamenwickler (Eucosma conterminana) und die Lattichfliege (Botanophila gnava). An den Wurzeln ruft Heterodera radicicola knötchenartige Anschwellungen hervor. Als Pilze wurden am Gartensalat beobachtet: Bremia lactucae, Botrytis cinerea, Marssonia panattoniana, Sclerotinia libertiana, Septoria lactucae, Phoma herbarum, Puccinia chondrillae, Puccinia opizii und Ascochyta lactucae.

## Inhaltsstoffe

Inhaltsstoffe der Latticharten:
1: α-Lactucerol (= Taraxasterol). 2: β-Lactucerol (= Lactucon, Lactucerin). 3: Lactucin; 4: Lactucopicrin

Die Inhaltsstoffe entsprechen denen anderer Latticharten, siehe auch dort Lattich-Inhaltsstoffe. Der Gartensalat führt einen weißlichen Milchsaft, insbesondere in den Stängeln und Blütenständen. Dieser Milchsaft, von dem sich auch die botanische Bezeichnung Lactuca ableitet, enthält Bitterstoffe (siehe Lattiche), die der Pflanze bei der Abwehr von Fressfeinden und Schädlingen helfen; andererseits bestimmen sie auch den Wohlgeschmack seiner Grundblätter.
Eine unerwünschte Substanz im Gartensalat ist unter anderem Nitrat. Dunkel gehaltener Gartensalat kann bis zu 4,85 Gramm Nitrat pro Kilogramm enthalten. Ausschlaggebend ist die Fähigkeit zur Nitratspeicherung, die genetisch vorgegeben ist und von Sorte zu Sorte starke Unterschiede zeigt.
| Brennwert       | Wasser | Proteine | Kohlenhydrate | Fett  | Kalium | Calcium | Phosphor | Magnesium | Natrium | Eisen  | Vitamin A | Vitamin B1 | Vitamin B2 | Vitamin C | Vitamin E | Niacin |
| --------------- | ------ | -------- | ------------- | ----- | ------ | ------- | -------- | --------- | ------- | ------ | --------- | ---------- | ---------- | --------- | --------- | ------ |
| 54 kJ (13 kcal) | 95 g   | 1,3 g    | 2,2 g         | 0,2 g | 224 mg | 37 mg   | 33 mg    | 11 mg     | 32 mg   | 1,1 mg | 0,24 mg   | 0,062 mg   | 0,078 mg   | 13 mg     | 0,57 mg   | 0,4 mg |

## Botanische Geschichte
Als Stammart wurde inzwischen der Stachel-Lattich (Lactuca serriola) nachgewiesen, eine in Südeuropa, Vorderasien bis Nordindien sowie Nordafrika weit verbreitete Steppenpflanze, mit dem der Gartensalat konspezifisch ist.
Schon seit der Antike wird Gartensalat in vielen Sorten kultiviert. So existieren etwa 4.500 Jahre alte Reliefs, welche eine Pflanze darstellen, die dem Römersalat ähnelt. Von Ägypten ausgehend, verbreitete sich der Salat über die ganze antike griechische und römische Welt.
In Mitteleuropa ist der Gartensalat erst seit der Zeit Karls des Großen verbreitet. Ausgehend von den Klostergärten verbreitete sich der Schnittsalat (Lactuca sativa var. crispa) mit seinen rosettig locker stehenden Blättern, während in den romanischen Ländern die Kultur des Bindesalates (Lactuca sativa var. longifolia) mit seinen länglichen, einen lockeren Kopf formenden Blättern entwickelt wurde. Der heute bekannte und beliebte Kopfsalat (Lactuca sativa var. capitata) ist eine Züchtung aus dem Beginn der Neuzeit. Der Gartensalat wird (wie schon im 16. Jahrhundert) auch einfach als Salat bezeichnet.
Im Mittelalter fand insbesondere der Lattichsamen (semen lactucae) Verwendung.

## Vorkommen
Der Gartensalat wird in ganz Mitteleuropa in Gärten gezogen von der Ebene bis in die Bergstufe. In der alpinen und subalpinen Stufe kommt er seltener vor. In Graubünden wurde er in Arosa noch in 1900 Meter Meereshöhe blühend beobachtet, im Kanton Wallis kommt er auf dem Großen St. Bernhard noch bei 2478 Meter vor.
Die ökologischen Zeigerwerte nach Landolt et al. 2010 sind in der Schweiz: Feuchtezahl F = 3 (mäßig feucht), Lichtzahl L = 4 (hell), Reaktionszahl R = 3 (schwach sauer bis neutral), Temperaturzahl T = 4+ (warm-kollin), Nährstoffzahl N = 4 (nährstoffreich), Kontinentalitätszahl K = 3 (subozeanisch bis subkontinental).

## Nutzung

### Kultivierung
Ausgewachsener Salat blüht von Juni bis August, die Grundblätter entwickeln dann aber zu viele Bitterstoffe, deshalb wird geerntet, bevor der Salat in die Höhe wächst („schosst“).
Zu den Hauptanbaugebieten gehören Italien, Frankreich, Holland, Belgien, Spanien und Deutschland. In Gebieten mit Frost wird der Kopfsalat unter Glas und im Freien angebaut. Freilandsalat wird bis zu 500 g schwer im Handel angeboten. Der unter Glas angebaute Salat wird schon ab etwa 100 g angeboten. Der Wintersalat aus dem Gewächshaus hat durchschnittlich höhere Nitratwerte als der Freilandsalat im Sommer. Dies ist auf den im Gewächshaus bedingten Lichtmangel zurückzuführen.
In den Handel gelangen viele Salate in Folien gepackt, um den Kopf zusammenzuhalten und gleichzeitig eine starke Verdunstung zu vermeiden. Der Salat behält so länger seine Frische.

### Sonstiges
Durch Ethen wird der Salat schneller welk und bekommt braune Flecken. Dieses Gas strömt etwa aus reifendem Obst aus.
Neben dem grünen Salat gibt es auch eine rote Variante. Die Farbe wird durch Anthocyane verursacht.

### Kulturformen

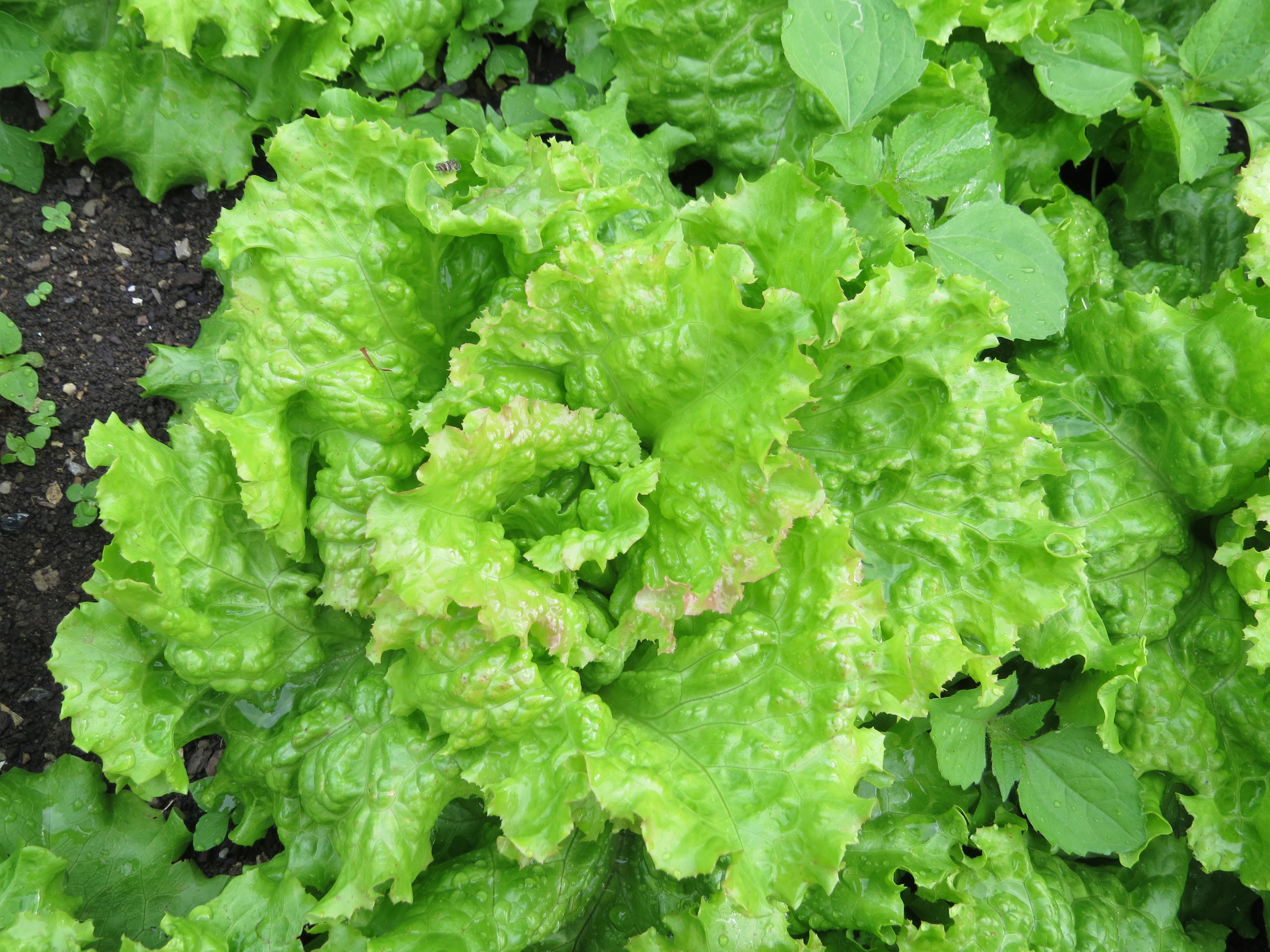
Grüner Gartensalat

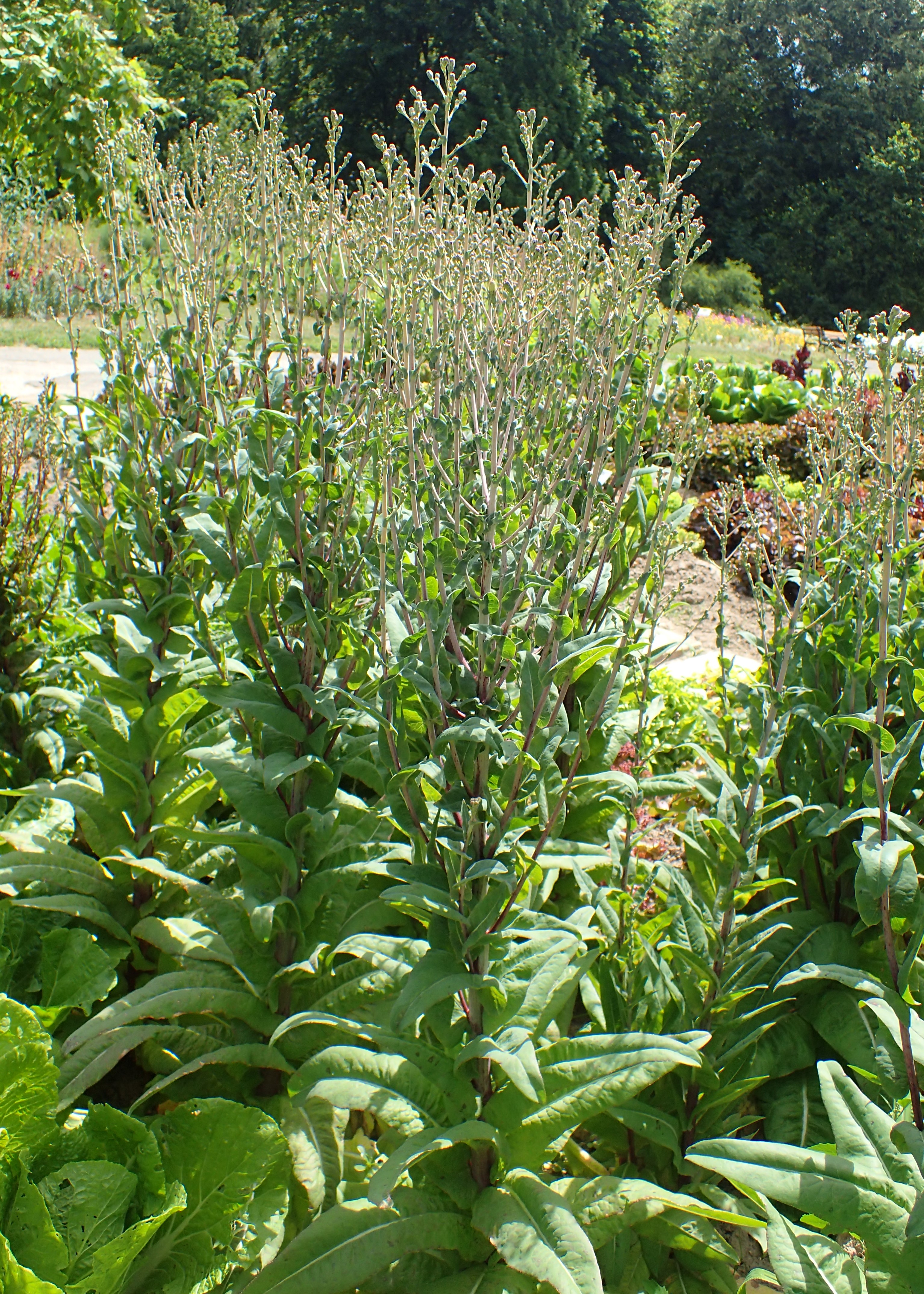
Spargelsalat

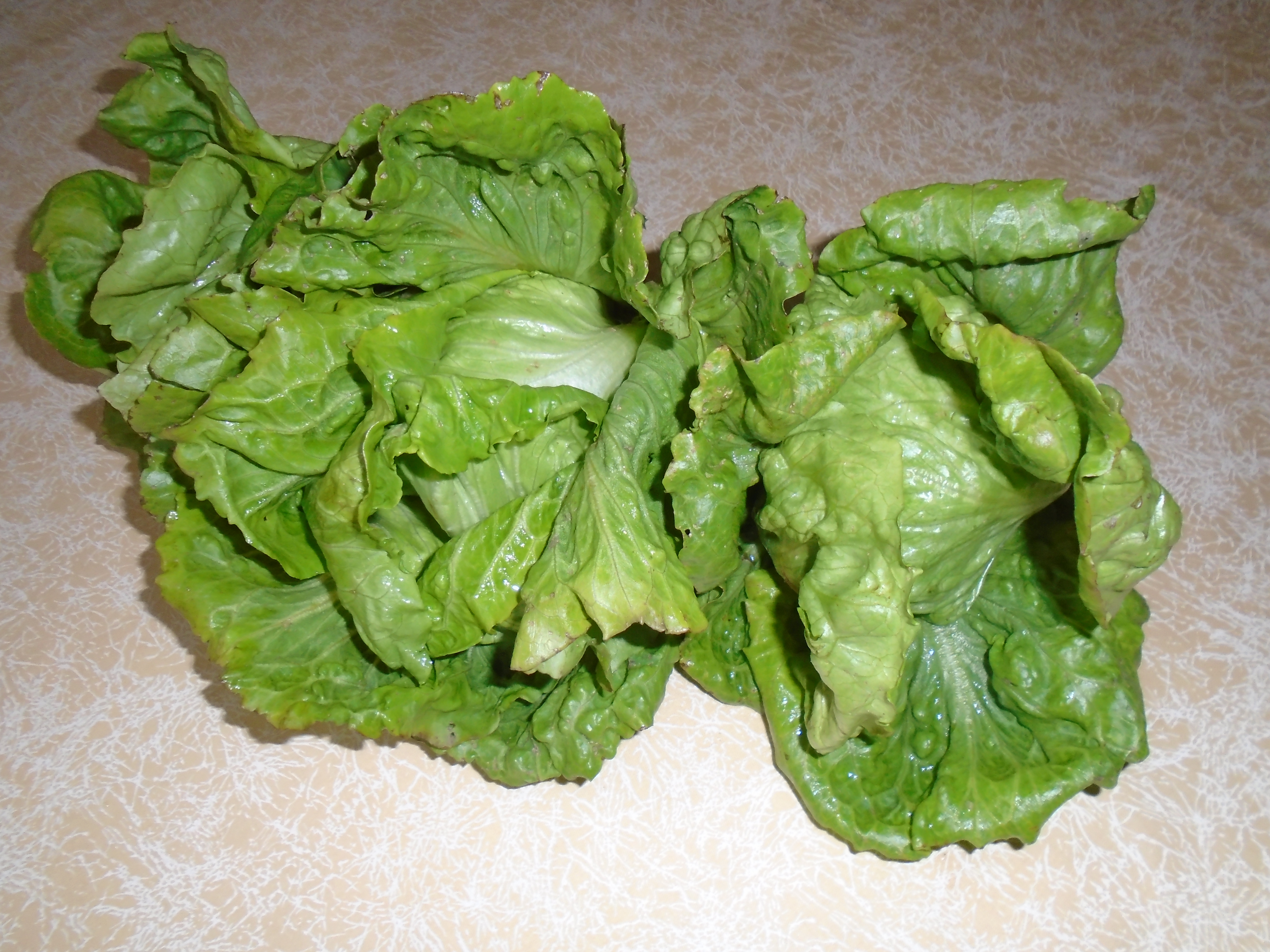
Prajzerica, eine Salatsorte aus Kroatien

Die Vielfalt der kultivierten Formen lässt sich in zwei große Gruppen einteilen: Die erste hat eine kurze Kulturzeit und bildet keine geschlossenen Köpfe (convar. sativa Helm), die zweite Gruppe mit langer Kulturzeit bildet meistens Köpfe (convar. incocta Helm). Bei Hanelt heißen die beiden Gruppen „Supergroup“ 1 und 2, er ordnet ihnen folgende Sortengruppen zu:
- Supergroup 1 (convar. sativa)
  - Bindesalat, Romana-Salat, Römischer Salat (Cos Group, Lactuca sativa var. longifolia Lam.)
  - Oilseed Group, angebaut wegen der ölhaltigen Samen
  - Spargelsalat (Stalk Group, Lactuca sativa var. angustana L.H. Bailey)
  - Sativa Group, nur noch selten, etwa in Zentralasien, kultiviert
- Supergroup 2 (convar. incocta)
  - Kopfsalat, Grüner Salat, Buttersalat (Butterhead Group, Lactuca sativa var. capitata L.)
  - Krachsalat (Crisphead Group), darunter der Eisbergsalat
  - Schnittsalat, Pflücksalat, Blattsalat (Cutting Group, Lactuca sativa var. crispa L.)
  - Latin Group, bildet dicke, kurze Blätter, im Mittelmeerraum verbreitet

## Etymologie
(selten in der Schweiz) 1 (von mittelhochdeutsch lattech, latech, lateche, über das Althochdeutsche entlehnt aus gleichbedeutend lateinisch lactuca)